# Beugnon-Thireuil
Beugnon-Thireuil ist eine französische Gemeinde mit 736 Einwohnern (Stand: 1. Januar 2022) im Département Deux-Sèvres in der Region Nouvelle-Aquitaine. Sie gehört zum Arrondissement Parthenay und zum Kanton Autize-Égray.
Sie entstand als Commune nouvelle mit Wirkung vom 1. Januar 2019 durch die Zusammenlegung der bisherigen Gemeinden Le Beugnon und La Chapelle-Thireuil, die in der neuen Gemeinde den Status einer Commune déléguée haben. Der Verwaltungssitz befindet sich im Ort La Chapelle-Thireuil.

## Geographie
Die Gemeinde liegt rund 28 Kilometer nordwestlich von Niort. Sie wird vom Fluss Saumort, einem Nebenfluss der Autise, durchquert.

### Nachbargemeinden
Umgeben ist Beugnon-Thireuil von den Nachbargemeinden Vernoux-en-Gâtine im Norden, Secondigny im Nordosten, Fenioux im Südosten, Puihardy im Süden, Saint-Laurs im Südwesten, Le Busseau im Westen und Scillé im Nordwesten.

### Gemeindegliederung
| Ortsteil                               | ehemaliger INSEE-Code | Fläche (km²) | Einwohnerzahl zum 1. Januar 2022 |
| -------------------------------------- | --------------------- | ------------ | -------------------------------- |
| La Chapelle-Thireuil (Verwaltungssitz) | 79077                 | 17,12        | 448                              |
| Le Beugnon                             | 79035                 | 16,30        | 288                              |